# Ierjan Kazykhanov
Ierjan Kazykhanov (en kazakh : Ержан Хозеұлы Қазыханов, Ierjan Khozéouly Qazykhanov ; en russe : Ержан Хозеевич Казыханов, Ierjan Khozeïévitch Kazykhanov) , né le 21 août 1964 à Almaty, est un homme politique kazakh, ministre des Affaires étrangères du Kazakhstan du 11 avril 2011 au 28 septembre 2012.

## Biographie
Kazykhanov suit ses études à l'université d'État de Saint-Pétersbourg entre 1981 et 1987. En 1991, il intègre l'Académie diplomatique du ministère russe des Affaires étrangères.
Kazykhanov est ambassadeur du Kazakhstan à Cuba entre 2003 et 2007, puis représentant permanent auprès des Nations unies entre 2007 et 2009 et ambassadeur en Autriche de janvier 2009 à 2011.
Le 11 avril 2011, il est nommé ministre des Affaires étrangères en remplacement de Kanat Saoudabaïev. Ce choix du président Noursoultan Nazarbaïev est interprété comme la volonté de nommer un spécialiste des affaires arabes pendant la période où le Kazakhstan préside l'Organisation de la coopération islamique. Kazykhanov laisse son poste le 28 septembre 2012, remplacé par Erlan Idrissov. Il est nommé conseiller présidentiel.